# Capasa pseudoincensata
Capasa pseudoincensata är en fjärilsart som beskrevs av Rothschild 1915. Capasa pseudoincensata ingår i släktet Capasa och familjen mätare. Inga underarter finns listade i Catalogue of Life.